# Magaty
Magaty was een kleine Franse fabriek, die van 1931 tot 1937 rijwielen met 200cc-tweetakt-hulpmotoren bouwde.